# Recherche et développement pour la défense du Canada
Recherche et développement pour la défense du Canada (RDDC) (en anglais : Defence Research and Development Canada, DRDC) est une agence relevant du ministère de la Défense nationale du Canada.

## Historique

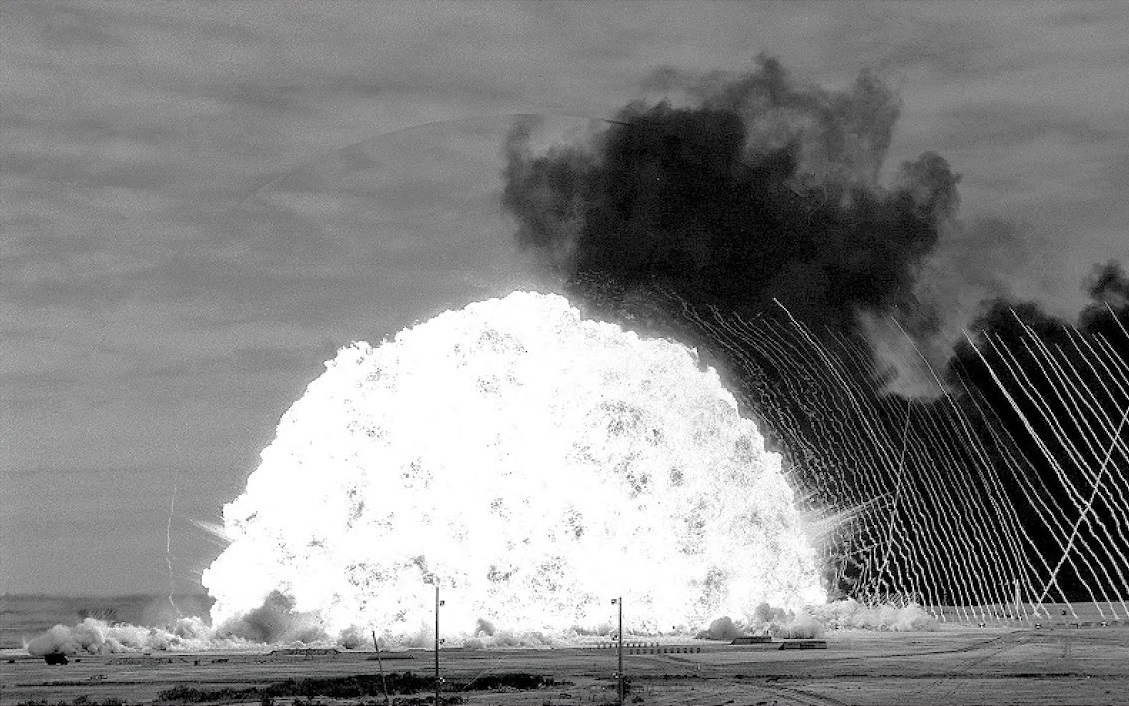
Détonation d'une charge de surface sphérique de 454 tonnes de TNT pour évaluer les effets des armes nucléaires à la station expérimentale de Suffield en Alberta le 17 juillet 1964.

Il s'agit d'une émanation du Conseil national de recherches Canada, fondée en avril 1947 sous le nom de Bureau de recherche en défense (Defence Research Board (DRB)). En 1974, elle prend le nom de Branche de recherche et développement des forces canadiennes. Le 1er avril 2000, elle adopte son nom actuel.
Elle a créé entre autres la fusée-sonde Black Brant, le dessin de camouflage canadien, la Heller (antitank rocket) (en), les roquettes pour aéronefs CRV7 (en), et amélioré le radar à antenne active.

## Missions

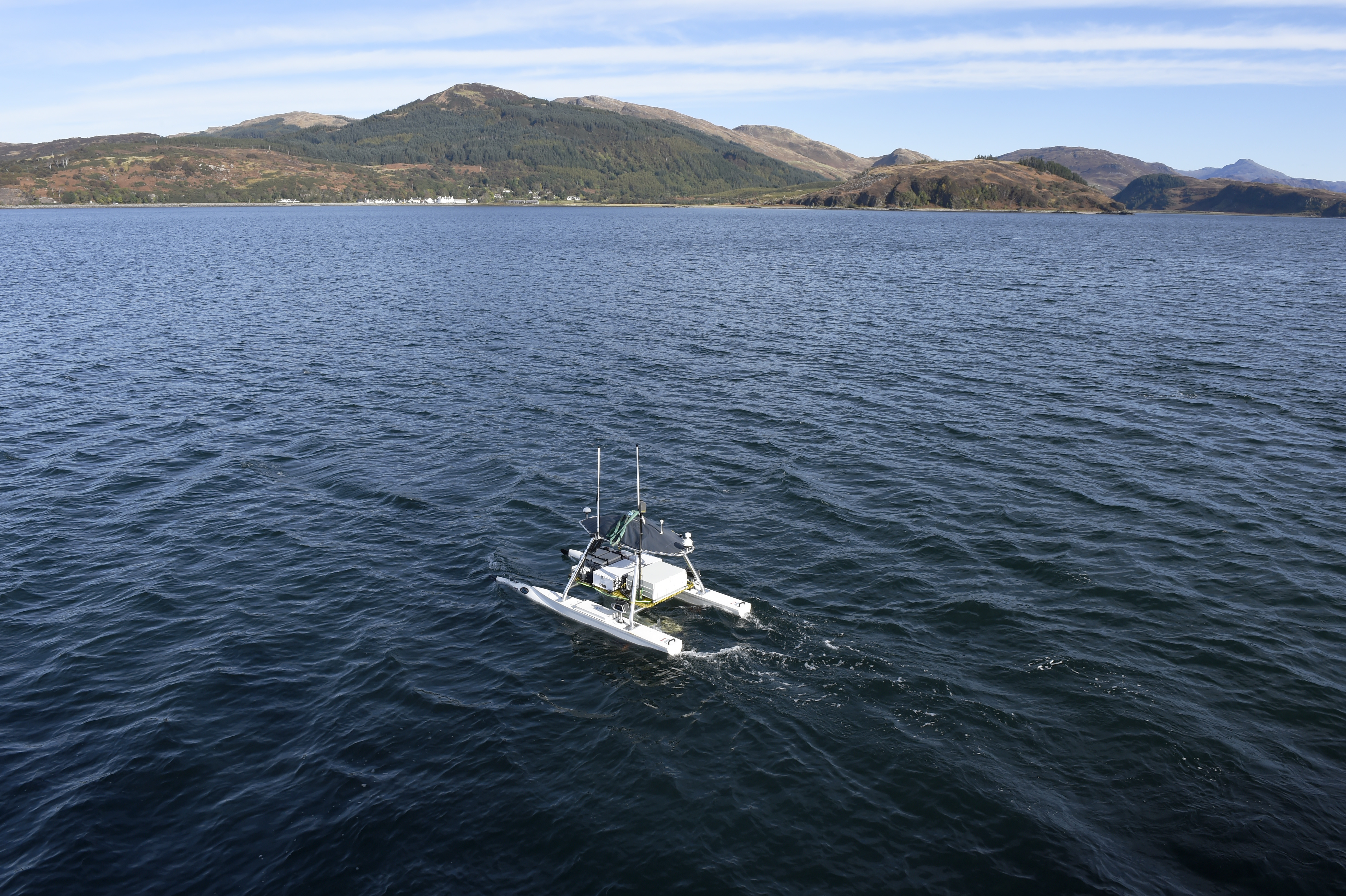
Le véhicule téléguidé USV-260 de Recherche et développement pour la défense Canada participe en Écosse en 2016 au tout premier Unmanned Warrior (UW), un exercice de recherche et d'entraînement conçu pour tester et démontrer les dernières technologies navales autonomes de l’OTAN.

En 2018, son intitulé est le suivant :
Recherche et développement pour la défense du Canada (RDDC) est le chef de file national en matière de sciences et technologie pour la défense et la sécurité.
À titre d'agence relevant du ministère de la Défense nationale (MDN) du Canada, RDCC fournit au MDN, aux Forces armées canadiennes, aux autres ministères ainsi qu'aux communautés de la sécurité publique et de la sûreté nationale, les connaissances et les avantages technologiques nécessaires pour défendre et pour protéger les intérêts du Canada au pays comme à l'étranger.

## Centres de recherches
En 2018, RDDC exploite huit centres de recherches au Canada :
- DRDC Suffield - Centre de recherches de Suffield : C.P. 4000 Succ. Main Medicine Hat, Base des Forces canadiennes Suffield, Alberta ;
- DRDC Toronto - Centre de recherches de Toronto : 1133, avenue Sheppard Ouest, Toronto, Ontario.
- DRDC Ottawa - Centre de recherches d'Ottawa : 3701, avenue Carling, Ottawa, Ontario ;
- Centre des sciences pour la sécurité : 222, rue Nepean, Ottawa, Ontario ;
- DRDC Centre for Operational Research and Analysis (CORA)- Centre d'analyse et de recherche opérationnelle : 101, promenade Colonel By, Ottawa, Ontario ;
- DRDC Corporate - Directeur général Recherche et analyse (Personnel militaire) : 285, chemin Coventry, Ottawa, Ontario ;
- DRDC Valcartier - Centre de recherches de Valcartier, inauguré en 1945 sous le nom de Canadian Armament Research and Development Establishment (CARDE), Centre d'étude et de recherche sur les armements canadien : 2459, route de la Bravoure, Base des Forces canadiennes Valcartier, Québec ;
- DRDC Atlantic - Centre de recherches de l'Atlantique : C.P. 1012, Dartmouth, Nouvelle-Écosse.

## Anecdote
Un Canadair CF-5 est exposé devant un des bâtiments de la Recherche et développement pour la défense Canada depuis 2009, il est monté sur un piédestal sur Sheppard Avenue (en) West, Downsview, Toronto, Ontario.

## Organismes équivalents
- Allemagne : Bundesamt für Ausrüstung, Informationstechnik und Nutzung der Bundeswehr
- États-Unis : Defense Advanced Research Projects Agency ;
- France : Direction générale de l'armement.
- Inde : Defence Research and Development Organisation